# إكسكالفكتوريا
إكسكالفكتوريا (الاسم العلمي: Excalfactoria)، جنس طيور من فصيلة التدرجية، ويضم نوعان من طيور سمان العالم القديم - السمان الملك وسمان أزرق.